# Jean-Luc Vandenbroucke
Jean-Luc Vandenbroucke, född 31 maj 1955 i Mouscron, Hainaut, är en belgisk tidigare professionell tävlingscyklist i landsvägs- och bancykling. Han jobbade som sportdirektör i Lotto mellan 1989 och 1999.
Jean-Luc Vandenbroucke är far till Jean-Denis Vandenbroucke och yngre bror till cyklisten Jean-Jacques Vandenbroucke, som i sin tur är far till Frank Vandenbroucke.

## Meriter

### Landsväg
1975 (amatör)
Vinnare av Flèche Ardennaise
Vinnare av Omloop van de Westhoek
5:a i Omloop van het Houtland
9:a i Circuit des frontières
9:a i Grand Prix des Nations
1976 (professionell)
 Vinnare totalt av Étoile des Espoirs
Vinnare av etapp 3b (ITT)
Vinnare av Grand Prix de Fourmies
Vinnare av Omloop van het Zuidwesten
2:a i linjelopp vid Belgiska mästerskapen
5:a i Paris–Tours
7:a i Tour du Condroz
8:a i Grand Prix des Nations
9:a totalt i Tour de l'Aude
1977
 Vinnare totalt av Étoile des Espoirs
Vinnare av Grand Prix de Fourmies
Vinnare av prologen i Critérium du Dauphiné Libéré
2:a i Giro di Lombardia
3:a totalt i Paris–Nice
3:a totalt i Dunkerques fyradagars
4:a i Dwars door België
4:a i Omloop Het Volk
4:a i Grand Prix des Nations
5:a totalt i Tour de l'Aude
5:a i Tour du Haut Var
5:a i Grand Prix de Wallonie
6:a totalt i Ronde van Nederland
6:a i Giro dell'Emilia
7:a i linjelopp vid Belgiska mästerskapen
7:a i Grand Prix d'Isbergues
9:a i Paris–Bryssel
10:a i Milano–Sanremo
1978
Vinnare av Circuit des frontières
Vinnare av etapp 6 i Paris–Nice
Vinnare av etapp 2b i Tour de l'Aude
Vinnare av prologen i Tour de Corse
3:a totalt i Tour Méditerranéen
3:a totalt i Tour d'Indre-et-Loire
Vinnare av etapp 2a
3:a i Tour du Haut Var
3:a i Paris–Bryssel
4:a totalt i Dunkerques fyradagars
5:a i Flandern runt
6:a i Grand Prix de Monaco
7:a i Grand Prix des Nations
1979
Vinnare av Grand Prix de Fourmies
Étoile des Espoirs
Vinnare av prologen och etapp 2
2:a i Omloop van het Zuidwesten
3:a totalt i Dunkerques fyradagars
3:a i Kuurne–Bryssel–Kuurne
4:a totalt i Tour Méditerranéen
4:a i Giro di Lombardia
5:a i Paris–Tours
7:a i Rund um den Henninger Turm
7:a i Paris–Bryssel
9:a i Dwars door België
1980
 Vinnare totalt av Dunkerques fyradagars
Vinnare av etapp 4b (ITT)
 Vinnare totalt av Tour d'Indre-et-Loire
Vinnare av etapp 2a (ITT)
Vinnare av Grand Prix des Nations
Vinnare av Trofeo Baracchi (med Alfons De Wolf)
6:a i Tour du Haut Var
7:a i Giro di Lombardia
8:a totalt i Paris–Nice
Vinnare av etapp 6
8:a totalt i Étoile des Espoirs
Vinnare av etapp 5
8:a i Omloop Het Volk
1981
 Vinnare totalt av Tour de l'Oise
Vinnare av etapp 2b
Vinnare av etapp 1 Dunkerques fyradagars
2:a i Kuurne–Bryssel–Kuurne
3:a i Omloop Het Volk
3:a i Tour du Haut Var
5:a i Tour of Flanders
7:a totalt i Tour de l'Aude
Vinnare av prologen
9:a totalt i Paris–Nice
Vinnare av etapp 7a
1982
 Vinnare totalt av Étoile des Espoirs
Vinnare av etapp 5b (ITT)
Vinnare av Paris–Tours
Vinnare av prologen i Tour de l'Aude
2:a totalt i Tour de l'Oise
Vinnare av prologen
2:a i Dwars door België
3:a totalt i Paris–Nice
3:a totalt i Driedaagse van De Panne-Koksijde
3:a i Grand Prix Eddy Merckx
4:a i Giro di Lombardia
5:a totalt i Tour Méditerranéen
5:a totalt i Dunkerques fyradagars
Vinnare av Prologue
1983
Vinnare av Grand Prix Eddy Merckx
Vinnare av etapp 3 i Grand Prix du Midi Libre
Vinnare av etapp 3 i Tour Méditerranéen
Vinnare av prologen och etapp 6 (ITT) i Étoile des Espoirs
2:a i Grand Prix d'Isbergues
4:a totalt i Dunkerques fyradagars
4:a totalt i Tour de l'Aude
Vinnare av prologen
4:a i Grand Prix des Nations
7:a i linjelopp vid världsmästerskapen i landsvägscykling
1984
Vinnare av prologen i Tour de l'Aude
2:a totalt i Dunkerques fyradagars
2:a i Omloop Het Volk
2:a i Critérium des As
2:a i Grand Prix Eddy Merckx
3:a totalt i Étoile de Bessèges
3:a i Flandern runt
5:a totalt i Tour of Belgium
Vinnare av prologen och etapp 4a (ITT)
5:a i Grand Prix d'Isbergues
6:a i Paris–Roubaix
6:a i Grand Prix des Nations
7:a totalt i Driedaagse van De Panne-Koksijde
7:a totalt i Tour Méditerranéen
8:a i Trofeo Baracchi
9:a i Paris–Tours
10:a i Grand Prix du canton d'Argovie
1985
 Vinnare totalt av Driedaagse van De Panne-Koksijde
 Vinnare totalt av Dunkerques fyradagars
Vinnare av prologen
Vinnare av prologen i Grand Prix du Midi Libre
Vinnare av prologen i Tour de l'Aude
3:a i Grand Prix des Nations
5:a i Paris–Tours
8:a i Nice–Alassio
9:a i Paris–Bryssel
10:a i Grand Prix Eddy Merckx
1986
Vinnare totalt av Tour de l'Aude
3:a totalt i Driedaagse van De Panne-Koksijde
5:a totalt i Tour de l'Oise
5:a i Grand Prix Cerami
1987
Vinnare av prologen i Vuelta a España
Vinnare av prologen i Paris–Nice
Vinnare av etapp 7 (ITT) i Vuelta a Andalucía
Vinnare av prologen i Grand Prix du Midi Libre
3:a totalt i Driedaagse van De Panne-Koksijde
7:a i Circuit des frontières
8:a totalt i Tour de l'Oise
9:a totalt i Tour d'Armorique
10:a i Le Samyn
1988
Vinnare av etapp 4 i Tour Méditerranéen